# Oenantheae
Oenantheae, tribus štitarki. Sastoji se od 24 roda čije su vrste rasprostranjene diljem svijeta. 
U Hrvatskoj rastu širokolisni grešun i neke vrste trbulja.
Tribus je opisan 1867.

## Rodovi
Tribus Oenantheae Dumort.:
1. Perideridia Rchb. (13 spp.)
2. Trocdaris Raf. (1 sp.)
3. Oenanthe L. (32 spp.)
4. Kundmannia Scop. (3 spp.)
5. Antalia Dogru-Koca (2 spp.)
6. Oxypolis Raf. (4 spp.)
7. Atrema DC. (1 sp.)
8. Cryptotaenia DC. (4 spp.)
9. Cicuta L. (4 spp.)
10. Naufraga Constance & Cannon (1 sp.)
11. Helosciadium W. D. J. Koch (7 spp.)
12. Caropsis (Rouy & E. G. Camus) Rauschert (1 sp.)
13. Berula W.D.J. Koch (6 spp.)
14. Apodicarpum Makino (1 sp.)
15. Sium L. (10 spp.)
16. Neogoezia Hemsl. (5 spp.)
17. Lilaeopsis Greene (14 spp.)
18. Trepocarpus Nutt. ex DC. (1 sp.)
19. Daucosma Engelm. & A. Gray ex A. Gray (1 sp.)
20. Cynosciadium DC. (1 sp.)
21. Limnosciadium Mathias & Constance (1 spp.)
22. Harperella Rose (1 sp.)
23. Tiedemannia DC. (2 spp.)
24. Ptilimnium Raf. (6 spp.)
25. Asciadium Griseb. (1 sp.)